# Bombardeo de la OTAN sobre Yugoslavia
El bombardeo de la OTAN sobre Yugoslavia de 1999, también conocido por su nombre en clave Operación Fuerza Aliada (en inglés: Operation Allied Force), fue una intervención militar por parte de la mayoría de países miembros de la OTAN en la República Federal de Yugoslavia, como respuesta a las campañas de limpieza étnica y represión contra albanokosovares llevadas a cabo durante la Guerra de Kosovo. Los ataques tuvieron lugar desde el 24 de marzo hasta el 11 de junio de 1999. El bombardeo constituyó la segunda gran guerra de la OTAN desde su creación tras la Operación Fuerza Deliberada.
La operación fue iniciada unilateralmente por la OTAN, sin autorización previa del Consejo de Seguridad de la ONU, por lo que desde diversos medios y colectivos se ha considerado que los bombardeos constituyeron actos de crímenes de guerra. Intelectuales como Noam Chomsky y Jean Bricmont condenaron el ataque, manteniendo que constituyó una violación de la Carta de las Naciones Unidas. En consecuencia fue la primera vez que la OTAN utilizaba la fuerza militar sin la aprobación del Consejo de Seguridad de la ONU. Los bombardeos mataron a 462 soldados, 114 policías especiales, entre 1 200 y 5 700 civiles yugoslavos y tres periodistas chinos. También murieron dos soldados de la OTAN en un accidente de helicóptero fuera de combate.
En 2009, la exfiscal del Tribunal Penal Internacional para la ex-Yugoslavia Carla del Ponte, en su libro La Caza. Yo y los criminales de guerra, cuestionó la legalidad del ataque, además de considerar imposible una investigación sobre los posibles crímenes cometidos por la OTAN durante la campaña de bombardeos.

## Contexto histórico
Después de septiembre de 1990 cuando la República Socialista de Serbia abolió unilateralmente la Constitución Yugoslava de 1974, la autonomía de Kosovo y la región sufrieron una opresión organizada estatal: desde principios de la década de 1990, la radio y la televisión en idioma albanés se restringieron y los periódicos se cerraron. Los albaneses de Kosovo fueron despedidos en gran número de empresas e instituciones públicas, incluidos bancos, hospitales, oficinas de correo y escuelas. En junio de 1991, la asamblea de la Universidad de Pristina y varios consejos de la facultad fueron disueltos y reemplazados por serbios. Se impidió a los maestros albaneses de Kosovo ingresar a las instalaciones escolares para el nuevo año escolar que comienza en septiembre de 1991, lo que obliga a los estudiantes a estudiar en sus casas.
Más tarde, los albanokosovares comenzaron una insurgencia contra Belgrado cuando se fundó el Ejército de Liberación de Kosovo en 1996. Los enfrentamientos armados entre las dos partes estallaron a principios de 1998. El 15 de octubre se firmó un alto al fuego facilitado por la OTAN, pero ambos bandos lo rompieron dos meses después y se reanudaron los combates. Cuando en enero de 1999 se informó del asesinato de 45 albaneses de Kosovo en la masacre de Račak, la OTAN decidió que el conflicto solo podía resolverse mediante la introducción de una fuerza militar de mantenimiento de la paz para reprimir por la fuerza a las dos partes. Después de que los Acuerdos de Rambouillet se rompieron el 23 de marzo con el rechazo yugoslavo de una fuerza de paz externa, la OTAN se preparó para instalar a las fuerzas de paz por la fuerza. Durante el conflicto, el gobierno yugoslavo asesinaría a miles de albanokosovares y expulsaría a cientos de miles de ellos de Yugoslavia.

## Objetivos

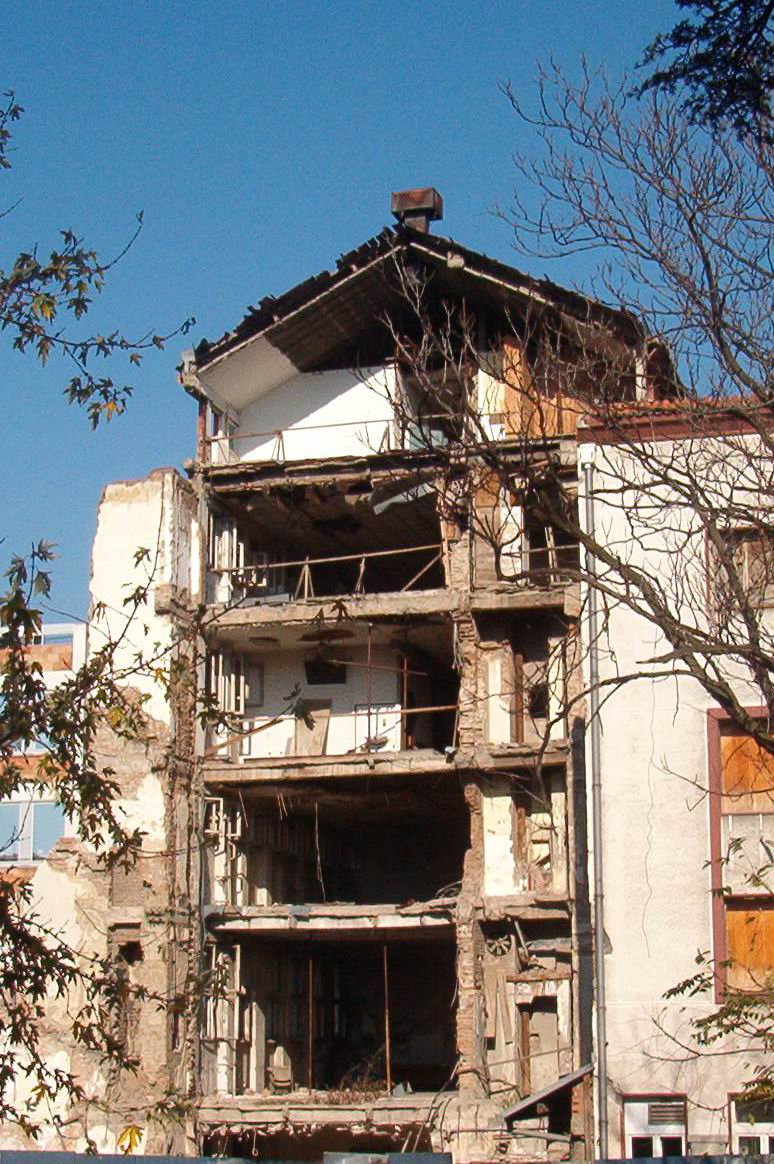
Estudios de la Radio Televisión de Yugoslavia, en cuyo ataque murieron 16 operarios de la cadena.

Los objetivos de la OTAN en el conflicto de Kosovo se establecieron en la reunión del Consejo del Atlántico Norte celebrada en la sede de la OTAN en Bruselas el 12 de abril de 1999:
- Detener toda acción militar y el fin inmediato de la violencia y represión.
- Detener inmediatamente las deportaciones masivas de albanokosovares.
- Retirada de Kosovo de todas las fuerzas regulares, paramilitares y policiales yugoslavas.
- Introducir en Kosovo la ya mencionada fuerza de interposición.
- El regreso incondicional y bajo condiciones de seguridad de todos los refugiados.
- El establecimiento de un marco político de acuerdo para Kosovo basado en la Conferencia de Rambouillet, el Derecho internacional y la Carta de las Naciones Unidas.

## La estrategia
La Operación Fuerza Aliada predominantemente utilizó una campaña aérea a gran escala para destruir la infraestructura militar yugoslava desde grandes altitudes. Después del tercer día de bombardeos aéreos, la OTAN destruyó casi todos sus objetivos militares estratégicos en Yugoslavia. A pesar de esto, el ejército yugoslavo siguió funcionando y atacó a los insurgentes del Ejército de Liberación de Kosovo (KLA) en Kosovo, principalmente en las regiones del norte y sudoeste de Kosovo. La OTAN bombardeó objetivos económicos y sociales estratégicos, como puentes, instalaciones militares, instalaciones gubernamentales oficiales y fábricas, utilizando misiles de crucero de largo alcance para alcanzar objetivos muy defendidos, como instalaciones estratégicas en Belgrado y Pristina. Las fuerzas aéreas de la OTAN también se enfocaron en la infraestructura, como las plantas de energía (usando BLU-114/B "Soft-Bomb"), las plantas de procesamiento de agua y la emisora estatal, causando mucho daño ambiental y económico en toda Yugoslavia.
La Corporación RAND examinó el problema en un estudio. El entonces ministro de Relaciones Exteriores neerlandés, Jozias van Aartsen, dijo que los ataques contra Yugoslavia deberían debilitar sus capacidades militares y evitar nuevas atrocidades humanitarias.
Debido a las leyes restrictivas de los medios de comunicación, los medios de comunicación de Yugoslavia ofrecían poca cobertura de lo que sus fuerzas estaban haciendo en Kosovo, o de las actitudes de otros países ante la crisis humanitaria; entonces, pocos miembros del público esperaban el bombardeo, pensando en cambio que se haría un trato diplomático.

### Argumentos a favor de un ataque aéreo
Según John Keegan, la capitulación de Yugoslavia en la Guerra de Kosovo marcó un punto de inflexión en la historia de la guerra. "Demostró que una guerra puede ser ganada solo por el poder aéreo". En comparación, la diplomacia había fallado antes de la guerra, y el despliegue de una gran fuerza terrestre de la OTAN estaba aún a semanas de distancia cuando Slobodan Milošević acordó un acuerdo de paz.
En cuanto a por qué el poder aéreo debería haber sido capaz de actuar solo, se ha argumentado que se requieren varios factores. Estos normalmente se juntan solo en raras ocasiones, pero todos ocurrieron durante la Guerra de Kosovo:
1. El bombardeo debe ser capaz de causar destrucción y minimizar las bajas. Esto causa presión dentro de la población para terminar con las hostilidades en lugar de prolongarlas. Se dice que el ejercicio del poder aéreo de precisión en la Guerra de Kosovo ha proporcionado esto.
2. El gobierno debe ser susceptible a la presión dentro de la población. Como se demostró con el derrocamiento de Milošević un año después, el gobierno de Serbia era débilmente autoritario y dependía del apoyo del interior del país.
3. Debe haber una disparidad de capacidades militares tal que el oponente no pueda inhibir el ejercicio de la superioridad aérea sobre su territorio. Serbia, un estado balcánico empobrecido relativamente pequeño, se enfrentó a una coalición de la OTAN mucho más poderosa, incluidos el Reino Unido y los Estados Unidos.
4. Carl von Clausewitz una vez llamó a la "masa esencial del enemigo" su "centro de gravedad". Si se destruye el centro de gravedad, se rompería o eliminaría un factor importante en la resistencia de Yugoslavia. En el caso de Milošević, el centro de gravedad era su poder. Él manipuló la hiperinflación, las sanciones y las restricciones en la oferta y la demanda para permitir que los poderosos intereses comerciales dentro de Serbia se beneficiaran y respondieran manteniéndolo en el poder. El daño a la economía, que lo redujo a un punto en el que se obtenían pocos beneficios, amenazó con socavar su apoyo a Milošević si la campaña aérea continuaba, mientras causaba costosos daños a la infraestructura.[38]

### Argumentos en contra de un ataque aéreo
1. Diplomacia:
  1. Según el teniente general británico Mike Jackson, la decisión de Rusia el 3 de junio de 1999 de respaldar a Occidente e instar a Milošević a rendirse fue el único evento que tuvo "la mayor importancia para poner fin a la guerra". La capitulación yugoslava se produjo el mismo día. Rusia se basó en la ayuda económica occidental en ese momento, lo que la hizo vulnerable a la presión de la OTAN para retirar el apoyo a Milošević.[39]
  2. La acusación de Milošević por la ONU como criminal de guerra (el 24 de mayo de 1999), incluso si no lo influenció personalmente, hizo menos probable la posibilidad de que Rusia reanudara el apoyo diplomático.[40]
  3. El acuerdo de Rambouillet del 18 de marzo de 1999, si Yugoslavia lo hubiera aceptado, habría otorgado a las fuerzas de la OTAN los derechos de tránsito, acampada, maniobra, alojamiento de tropas y uso de territorio en toda Serbia. Para cuando Milošević capitulara, las fuerzas de la OTAN tendrían acceso solo a Kosovo.[41]
  4. La presencia civil internacional en la provincia estaría bajo el control de la ONU, lo que permitiría el veto ruso si los intereses serbios se vieran amenazados.[41]
2. Operaciones en tierra simultáneas: el KLA emprendió operaciones en Kosovo y tuvo algunos éxitos contra las fuerzas serbias. El ejército yugoslavo abandonó un puesto fronterizo frente a Morinë cerca del puesto avanzado del ejército yugoslavo en Kosare, en el noroeste de la provincia. El puesto avanzado del ejército yugoslavo en Kosare permaneció en manos yugoslavas durante toda la guerra: esto permitió establecer una línea de suministro en la provincia y la posterior toma de territorio en la zona de Junik. El KLA también penetró unas pocas millas en el área suroeste del Monte Pastrik. Pero la mayor parte de la provincia permaneció bajo control serbio.[42]
3. Posible ataque terrestre: el general Wesley Clark, Comandante Supremo Aliado en Europa, estaba "convencido" de que la planificación y los preparativos para la intervención terrestre "en particular, empujaron a Milošević a conceder".[43] La capitulación yugoslava se produjo el mismo día en que el presidente de Estados Unidos, Bill Clinton, celebró una reunión ampliamente publicitada con sus cuatro jefes de servicio para discutir opciones para un despliegue de la fuerza de tierra en caso de que fracasara la guerra aérea.[44] Sin embargo, Francia y Alemania se opusieron enérgicamente a una ofensiva terrestre, y lo habían hecho durante algunas semanas, desde abril de 1999. Las estimaciones francesas sugerían que una invasión necesitaría un ejército de 500 000 para tener éxito. Esto dejó a la OTAN, particularmente a los Estados Unidos, con una clara visión de que una operación de tierra no tenía apoyo. Con esto en mente, los estadounidenses reafirmaron su fe en la campaña aérea.[45] La reticencia de la OTAN a utilizar las fuerzas terrestres arroja serias dudas sobre la idea de que Milošević capituló por temor a una invasión terrestre.[46]

## Desarrollo de la operación

Edificio del Ministerio de Defensa en Belgrado, destruido por los bombardeos. La imagen fue tomada tres años después del ataque.

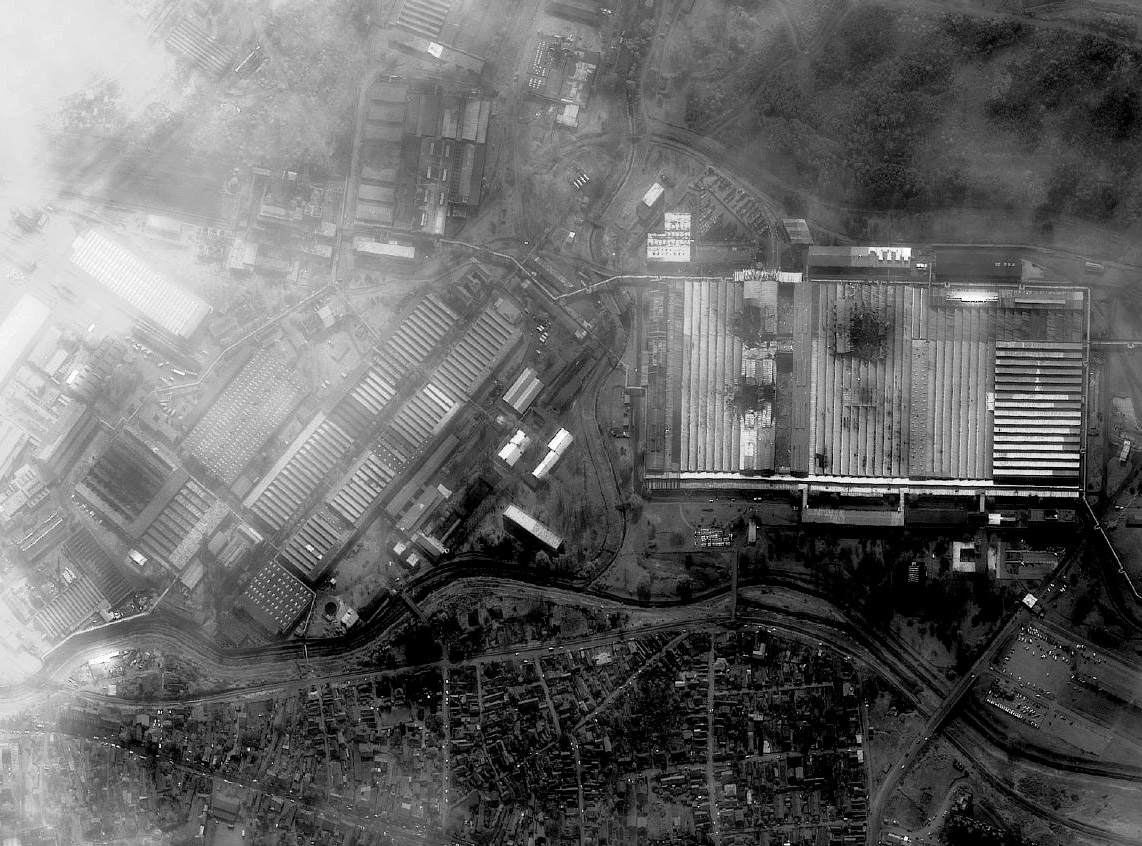
La fábrica de Zastava, en Kragujevac, tras el bombardeo a que fue sometida el 9 de abril.

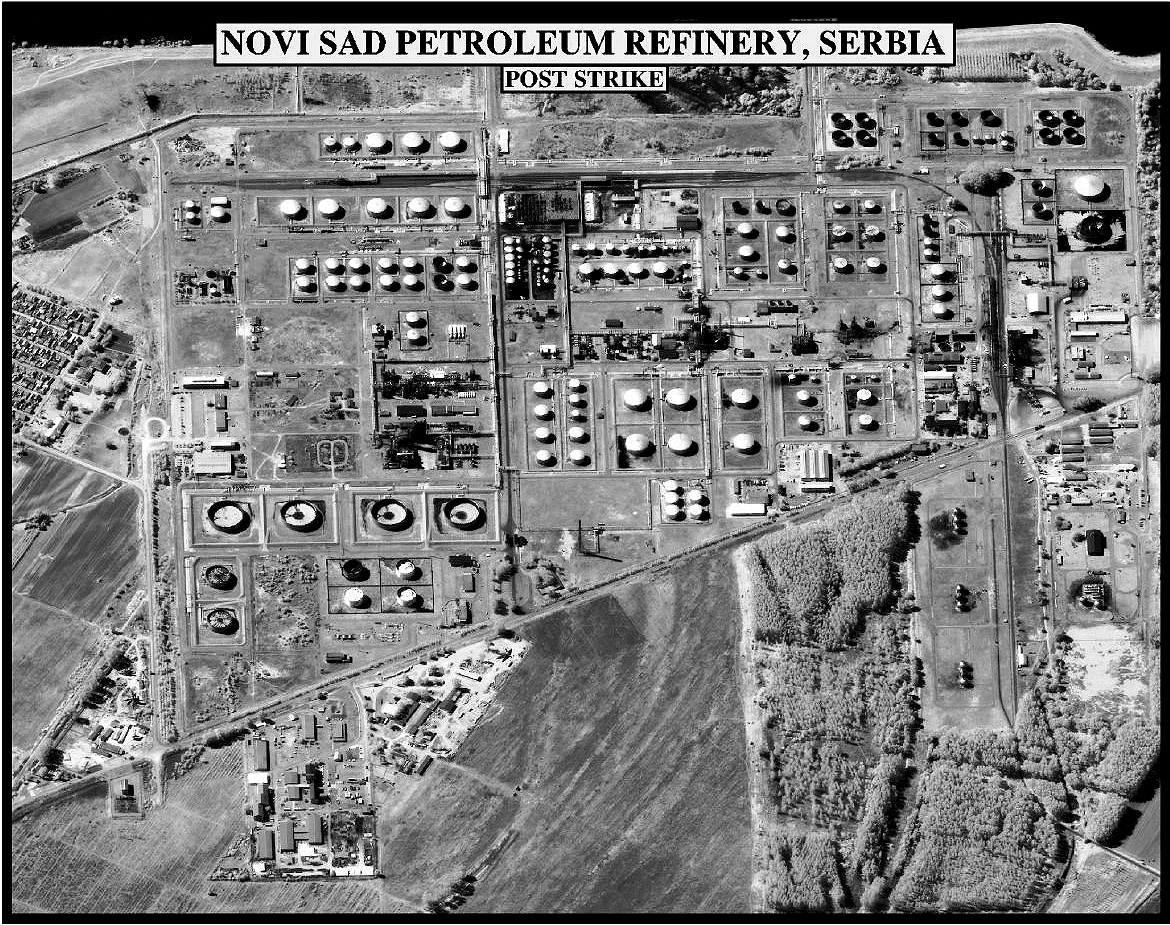
Refinería de petróleo de Novi Sad devastada tras el ataque aéreo, en una imagen presentada a la prensa por la OTAN.

El 20 de marzo de 1999, observadores de la Misión de Verificación de Kosovo de la OSCE se retiraron de Kosovo citando un "deterioro constante de la situación de seguridad", y el 23 de marzo de 1999 Richard Holbrooke regresó a Bruselas y anunció que las conversaciones de paz habían fracasado. Horas antes del anuncio, Yugoslavia anunció en televisión nacional que había declarado el estado de emergencia citando una "amenaza inminente de guerra contra Yugoslavia por parte de la OTAN" y comenzó una gran movilización de tropas y recursos. El 23 de marzo de 1999 a las 22:17 UTC, el Secretario General de la OTAN, Javier Solana, anunció que había ordenado al Comandante Supremo Aliado en Europa (SACEUR), el General Wesley Clark, "iniciar operaciones aéreas en la República Federal de Yugoslavia". El 24 de marzo a las 19:00 UTC, la OTAN comenzó la campaña de bombardeo contra Yugoslavia.

### Operaciones de la OTAN
La campaña de bombardeos de la OTAN involucró a 1 000 aviones que operaban desde bases aéreas en Italia y Alemania, y el portaaviones USS Theodore Roosevelt estacionado en el Mar Adriático. Al anochecer, los F/A-18 Hornet de la Fuerza Aérea Española fueron los primeros aviones de la OTAN en bombardear Belgrado y realizar operaciones de destrucción de defensas aéreas enemigas. Los misiles de crucero BGM-109 Tomahawk fueron disparados desde barcos y submarinos. Los Estados Unidos fueron el miembro dominante de la coalición contra Yugoslavia, aunque otros miembros de la OTAN estuvieron involucrados. Durante las diez semanas del conflicto, aviones de la OTAN volaron más de 38 000 misiones de combate. Para la Fuerza Aérea Alemana, la Luftwaffe, esta misión fue su primera participación en conflictos desde la Segunda Guerra Mundial. Además del poder aéreo, se desplegó un batallón de helicópteros Apache del 11.º Regimiento de Aviación del Ejército de los Estados Unidos para ayudar en las misiones de combate. El regimiento fue aumentado por los pilotos del Batallón de Helicópteros de Ataque de la 82.ª División Aerotransportada de Fort Bragg. El batallón aseguró los sitios de reabastecimiento de combustible del helicóptero AH-64 Apache y un pequeño equipo desplegado en la frontera entre Albania y Kosovo para identificar los objetivos de los ataques aéreos de la OTAN.
Las operaciones militares de la OTAN atacaron cada vez más a las unidades yugoslavas en el terreno; así como continuaron el bombardeo estratégico. Montenegro fue bombardeado varias veces y la OTAN se negó a apuntalar la posición precaria de su líder anti Milošević, Milo Đukanović. Los objetivos de "doble uso", utilizados por civiles y militares, fueron atacados; los objetivos incluían puentes a través del Danubio, fábricas, centrales eléctricas, instalaciones de telecomunicaciones, sedes de Izquierda Yugoslava (Jugoslovenska levica, JUL), un partido político dirigido por la esposa de Milošević y la torre de televisión de Belgrado. Algunos protestaron que estas acciones eran violaciones del derecho internacional y de los Convenios de Ginebra. La OTAN argumentó que estas instalaciones eran potencialmente útiles para el ejército yugoslavo y que su bombardeo estaba justificado.
El 14 de abril, aviones de la OTAN bombardearon a personas de etnia albanesa cerca de Koriša que habían sido utilizadas por las fuerzas yugoslavas como escudos humanos. Las tropas yugoslavas llevaron a los equipos de televisión a la escena poco después del bombardeo. El gobierno yugoslavo insistió en que la OTAN había atacado a civiles.
El 7 de mayo, la OTAN bombardeó la embajada china en Belgrado, matando a tres periodistas chinos. La OTAN había apuntado a un objetivo militar yugoslavo, pero los errores de navegación llevaron a que el edificio equivocado fuera blanco. Estados Unidos y la OTAN se disculparon por el bombardeo y dijeron que ocurrió debido a un mapa obsoleto proporcionado por la Agencia Central de Inteligencia. El bombardeo tensó las relaciones entre la República Popular de China y la OTAN, provocando airadas manifestaciones fuera de las embajadas occidentales en Pekín.
Solana ordenó a Clark que "iniciara operaciones aéreas en la República Federal de Yugoslavia". Luego, Clark delegó la responsabilidad de la Operación Fuerza Aliada al Comandante en Jefe de las Fuerzas Aliadas del Sur de Europa, que a su vez delegó el control al comandante de las Fuerzas Aéreas Aliadas del Sur de Europa, el teniente general Michael C. Short USAF. Operacionalmente, el día a día para la responsabilidad de la ejecución de las misiones fue delegado al Comandante de la 5.ª Fuerza Aérea Táctica Aliada.

### Operaciones yugoslavas
El Tribunal de La Haya dictaminó que más de 700 000 albaneses de Kosovo fueron desplazados por la fuerza por las fuerzas yugoslavas hacia la vecina Albania y Macedonia, con muchos miles de desplazados dentro de Kosovo. En abril, las Naciones Unidas informaron que 850 000 refugiados habían abandonado Kosovo. Otros 230 000 se incluyeron en la lista de personas internamente desplazadas (PDI): expulsados de sus hogares, pero aún dentro de Kosovo. El ministro de Relaciones Exteriores alemán, Joschka Fischer, afirmó que la crisis de refugiados fue producida por un plan yugoslavo con el nombre en código "Operación Herradura".
La televisión serbia afirmó que enormes columnas de refugiados huían de Kosovo debido a los bombardeos de la OTAN, no a las operaciones militares yugoslavas. El lado yugoslavo y sus partidarios occidentales afirmaron que las salidas de refugiados fueron causadas por un pánico masivo en la población albanesa de Kosovo, y el éxodo fue generado principalmente por el temor a las bombas de la OTAN.
Las Naciones Unidas y las organizaciones internacionales de derechos humanos estaban convencidas de que la crisis era el resultado de una política de limpieza étnica. Muchos relatos de serbios y albaneses identificaron a las fuerzas de seguridad y los paramilitares yugoslavos como los culpables, responsables de vaciar sistemáticamente pueblos y aldeas de sus habitantes albaneses al obligarlos a huir.
Las atrocidades contra civiles en Kosovo fueron la base de las acusaciones de crímenes de guerra de las Naciones Unidas contra Milošević y otros funcionarios responsables de dirigir el conflicto de Kosovo.

### Operaciones aéreas
Una parte importante de la guerra implicó el combate entre la Fuerza Aérea Yugoslava y las fuerzas aéreas opuestas. Los F-15 y F-16 de la Fuerza Aérea de los Estados Unidos que volaban principalmente desde las bases de la fuerza aérea italiana atacaron a los combatientes yugoslavos defensores; principalmente MiG-29s, que estaban en malas condiciones, debido a la falta de repuestos y mantenimiento. Otras fuerzas de la OTAN también contribuyeron a la guerra aérea.
Los incidentes aéreos fueron:
- Durante la noche del 24/25 de marzo de 1999: la fuerza aérea yugoslava armó cinco MiG-29 para contrarrestar los ataques iniciales. Los dos aviones de combate que despegaron del Aeropuerto de Niš fueron interceptados cuando trataban de interceptar objetivos sobre el sur de Serbia y Kosovo, y se enfrentaron con cazas de la OTAN: el MiG-29 volado por el mayor Dragan Ilić fue dañado. Aterrizó con un motor apagado y el avión fue usado más tarde como señuelo. El segundo MiG, pilotado por el mayor Ilijo Arizanov, fue derribado por un F-15C de la USAF pilotado por el teniente coronel César Rodríguez. La pareja de la Base Aérea de Batajnica (Mayor Nebojša Nikolić y Mayor Ljubiša Kulačin), fueron interceptados por el capitán de la USAF Mike Shower que derribó a Nikolić mientras Kulačin evadía varios misiles disparados cuando luchaba por restablecer el mal funcionamiento de sus sistemas. Finalmente se dio cuenta de que no podía hacer nada, y con Batajnica AB bajo ataque, se desvió al Aeropuerto de Belgrado Nikola Tesla, y aterrizó a salvo, su avión temporalmente se ocultó bajo la cola de un avión retirado estacionado.[68] El quinto y último MiG-29 que voló esa noche fue el pilotado por el Mayor Predrag Milutinović. Inmediatamente después del despegue, su radar falló y el generador eléctrico no funcionó. Poco después, el SPO-15 le advirtió que había sido enfocado por un radar de control de fuego, pero eludió al oponente con varias maniobras evasivas. Intentando evadir otros encuentros, se acercó al Aeropuerto de Niš con la intención de aterrizar cuando fue impactado por un Kub 2K12 en un incidente de fuego amigo y obligado a eyectarse. En total, el 127.LAE lanzó cinco MiG-29 en esa noche, de los cuales tres fueron derribados, uno gravemente dañado, y uno regresó en condición inservible. Ni un solo piloto resultó muerto. Un examen más detallado de la evidencia disponible indica que el Mayor Arizanov fue derribado por el Coronel de la Fuerza Aérea de los Estados Unidos, mientras que Nikolić y Kulačin fueron abatidos por el Capt. Showers de la USAF, que finalmente derribaron a Nikolić. El avión del mayor Milutinović probablemente fue derribado por un KLU F-16AM volado por el mayor Peter Tankink,[69][70] mientras que aún no está claro quién dañó al MiG-29 de Ilić, es posible que el 311. Regulador de misiles de defensa antiaérea autopropulsada, equipado con SA-6s y desplegado en el área donde fue impactado su avión, fuese el responsable.
- En la mañana del 25 de marzo: el mayor Slobodan Tešanović detuvo su Mig-29 mientras aterrizaba en la base aérea de Ponikve después de un vuelo de base. Él eyectó con seguridad.[71][72]
- Durante la guerra, los aviones de ataque yugoslavos J-22 Orao y G-4 Super Galeb realizaron entre 20 y 30 misiones de combate contra el Ejército de Liberación de Kosovo (KLA) en Kosovo a nivel de las copas de los árboles,[73] causando algunas bajas. Durante una de esas misiones el 25 de marzo de 1999, el teniente coronel Života Ðurić murió cuando su J-22 Orao impactó con una colina en Kosovo. Nunca se estableció con firmeza si la causa fue un mal funcionamiento de la aeronave, un error del piloto o una acción del enemigo (por KLA), ya que la OTAN nunca afirmó que lo derribase.[71]
- En la tarde del 25 de marzo de 1999: dos MiG-29 yugoslavos despegaron de Batajnica para perseguir a un único avión de la OTAN que volaba en dirección a Bosnia. Cruzaron la frontera y fueron atacados por dos F-15 estadounidenses. Ambos MiG fueron derribados por el Capitán Jeff Hwang.[74] Un piloto de MiG, el mayor Slobodan Perić evitó al menos un misil antes de ser eyectado y luego fue repatriado a Yugoslavia por la policía de la República Srpska. El otro piloto, el capitán Zoran Radosavljević, no se eyectó y murió.[75]
- El 27 de marzo de 1999, el 3.º Batallón de la 250.ª Brigada de Misiles, bajo el mando del Coronel Zoltán Dani, equipado con misiles tierra-aire S-125 Neva/Pechora (designación OTAN SA-3 Goa), derribó un F-117 Nighthawk.[76][77] Los operadores de defensa aérea yugoslavos descubrieron que podían detectar los F-117 con radares soviéticos "obsoletos" que operaban en largas longitudes de onda. El piloto se eyectó y fue rescatado por las fuerzas de búsqueda y rescate cerca de Belgrado. Esta fue la primera y hasta ahora única vez que un avión furtivo ha sido derribado.
- El 5, 6 y 7 de abril, un Mig-29 yugoslavo se apresuró a interceptar aviones de la OTAN, pero cada vez más los pilotos yugoslavos se negaban a luchar debido al mal funcionamiento de los aparatos.[72]
- El 30 de abril, algunas fuentes estadounidenses confirman que un segundo F-117A fue dañado por un misil tierra-aire.[78] Aunque el avión regresó a la base, supuestamente nunca volvió a volar.[79][80]
- El 2 de mayo, un F-16 estadounidense fue derribado cerca de Šabac, por un SA-3 nuevamente disparado por el 3.º Batallón de la 250.ª Brigada de Misiles. El piloto teniente coronel David Goldfein, comandante del Escuadrón de Cazas 555 en ese momento fue rescatado. El mismo día, un A-10 Thunderbolt II resultó gravemente dañado por un Strela 2 SAM montado al hombro sobre Kosovo y tuvo que realizar un aterrizaje de emergencia en Skopje. También un avión Harrier operado por los Estados Unidos se estrelló al regresar al portaaviones anfibio USS Kearsarge de una misión de entrenamiento. Su piloto fue rescatado.[81]
- El 4 de mayo, un MiG-29 yugoslavo, pilotado por el teniente coronel Milenko Pavlović, comandante del 204.º Ala de la Aviación Fighter, fue derribado a baja altura sobre su ciudad natal, Valjevo, por dos F-16 de la Fuerza Aérea. El avión caído también fue impactado posiblemente por un Strela 2 disparado por tropas yugoslavas. Pavlović resultó muerto.[75]
- El 11 de mayo, un A-10 sufrió daños leves en Kosovo.[82]
- Durante la guerra, la OTAN perdió dos helicópteros de ataque Apache AH-64 (uno el 26 de abril y el otro el 4 de mayo en Albania,[83] cerca de la frontera con Yugoslavia, en accidentes de entrenamiento que provocaron la muerte de dos miembros de la tripulación).
- La OTAN informó que perdió 21 UAV por fallos técnicas o por acción del enemigo durante el conflicto, incluidos al menos siete UAV alemanes y cinco UAV franceses. Mientras que el comandante del Tercer Ejército Yugoslavo afirmó que 21 UAV de la OTAN habían sido derribados por las fuerzas yugoslavas, otro general yugoslavo afirmó que las defensas aéreas y las fuerzas terrestres yugoslavas habían derribado 30 UAV.[17]

### KFOR
A principios de abril, el conflicto parecía más cercano a la resolución. Los países de la OTAN comenzaron a deliberar sobre la invasión de Kosovo con unidades terrestres. El presidente de los Estados Unidos, Bill Clinton, se mostró reacio a comprometer a las fuerzas estadounidenses para una ofensiva terrestre. Al mismo tiempo, los negociadores finlandeses y rusos continuaron tratando de persuadir a Slobodan Milošević para que retrocediera. Ante la poca alternativa, Milošević aceptó las condiciones ofrecidas por un equipo de mediación ruso-finés y acordó una presencia militar dentro de Kosovo encabezada por la ONU, pero incorporando tropas de la OTAN.

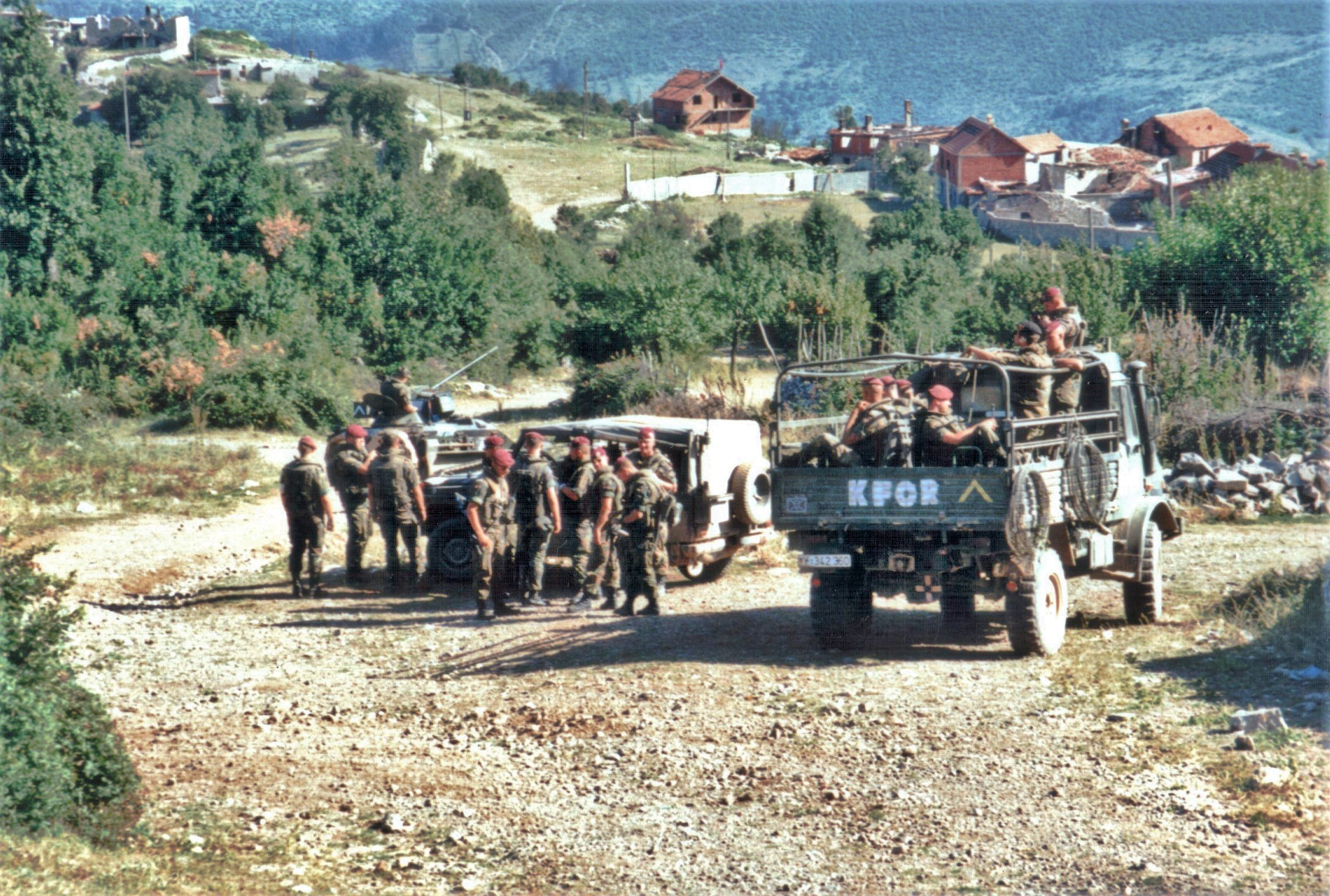
Tropas alemanas de KFOR patrullando el sur de Kosovo en verano de 1999.

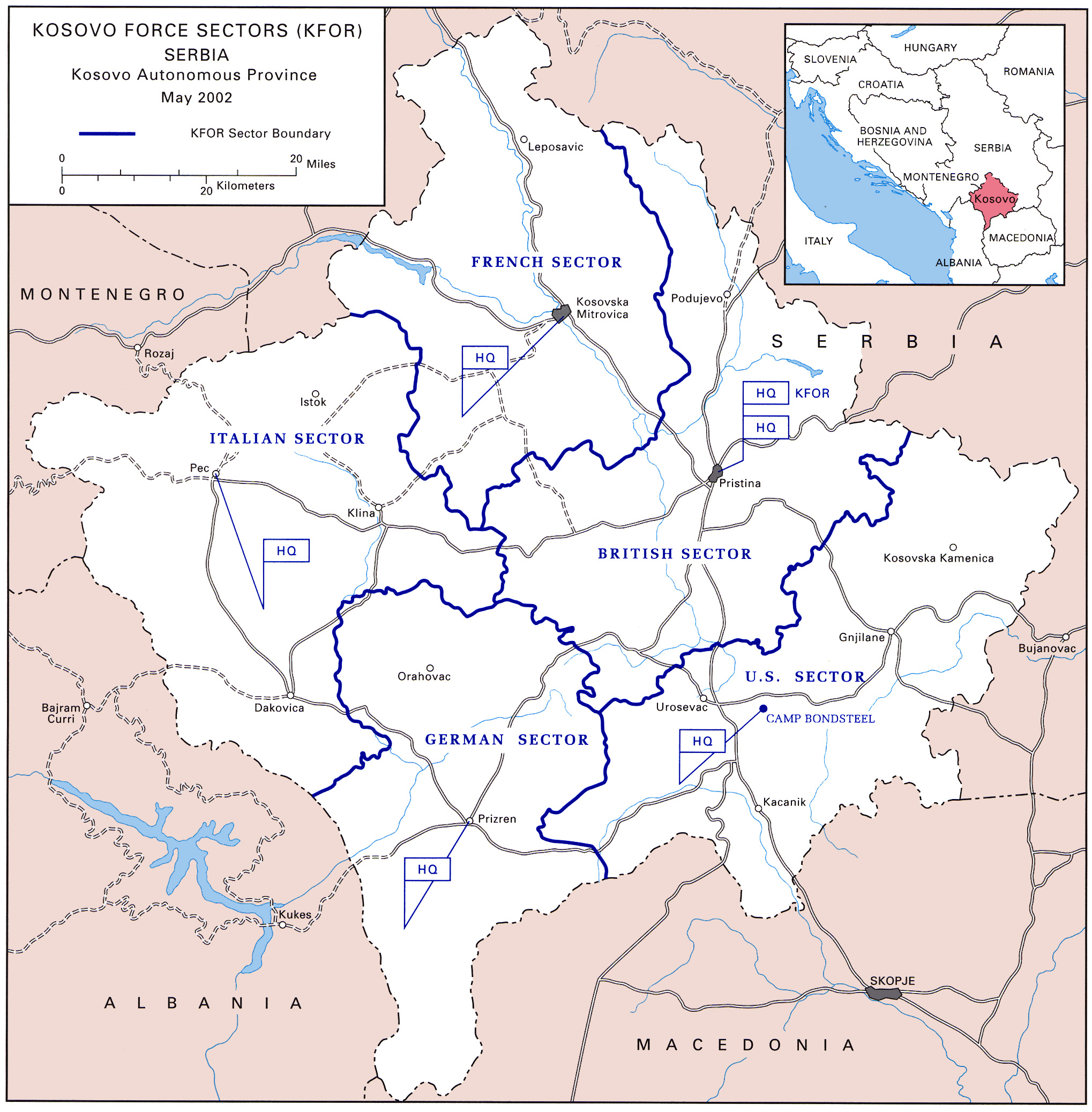
Mapa de las fuerzas de KFOR en Serbia en 2002.

El 12 de junio, después de que Milošević aceptase las condiciones, la KFOR comenzó a ingresar en Kosovo. La KFOR, una fuerza de la OTAN, se había estado preparando para llevar a cabo operaciones de combate, pero al final, su misión fue solo el mantenimiento de la paz. Se basó en la sede del Cuerpo de Reacción Rápida aliada comandada por el entonces teniente general Mike Jackson del ejército británico. Consistió en las fuerzas británicas (una brigada construida a partir de la 4.ª Brigada Aerotransportada y 5.ª Brigada Aerotransportada), una Brigada del Ejército francés, una Brigada del Ejército alemán, que ingresó desde el oeste mientras que todas las demás fuerzas avanzaron desde el sur, y Brigadas del Ejército italiano y del Ejército estadounidense. La contribución de los Estados Unidos, conocida como la Fuerza de Entrada Inicial, fue dirigida por la 1.ª División Blindada de los Estados Unidos. Las unidades subordinadas incluyeron la Armadura TF 1-35 de Baumholder, Alemania, el 2.º Batallón, el 505.º Regimiento de Infantería de Paracaidistas de Fort Bragg, Carolina del Norte, la 26.ª Unidad Expedicionaria de Marines de Camp Lejeune, Carolina del Norte, el 1.º Batallón, 26.º Regimiento de Infantería de Schweinfurt, Alemania, y Echo Troop, 4.º Regimiento de Caballería, también desde Schweinfurt, Alemania. También se adjuntó a la fuerza de los Estados Unidos el 501.º Batallón de Infantería Mecanizada del Ejército griego. Las fuerzas estadounidenses iniciales establecieron su área de operaciones alrededor de las ciudades de Uroševac, el futuro Camp Bondsteel y Gnjilane, en Camp Monteith, y pasaron cuatro meses, el inicio de una estancia que continúa hasta la fecha, estableciendo el orden en el sector sureste de Kosovo.
Las primeras tropas de la OTAN en ingresar a Pristina el 12 de junio de 1999 fueron fuerzas especiales noruegas de FSK Forsvarets Spesialkommando y soldados del Servicio Aéreo Especial Británico 22 S.A.S, aunque ante la vergüenza diplomática de la OTAN, las tropas rusas llegaron primero al aeropuerto. Los soldados noruegos de FSK Forsvarets Spesialkommando fueron los primeros en entrar en contacto con las tropas rusas en el aeropuerto. La misión de FSK era nivelar el campo de negociación entre las partes beligerantes y afinar los acuerdos locales detallados necesarios para implementar el acuerdo de paz entre los serbios y los albaneses de Kosovo.
Durante la incursión inicial, los soldados estadounidenses fueron agasajados por los albaneses mientras los soldados de Estados Unidos y la KFOR rodaban por sus aldeas. Aunque no se encontraron resistencias, tres soldados estadounidenses de la Fuerza de Entrada Inicial perdieron la vida en accidentes.
Después de la campaña militar, la participación de las fuerzas de paz rusas resultó ser tensa y desafiante para la fuerza de la OTAN en Kosovo. Los rusos esperaban tener un sector independiente de Kosovo, solo para estar tristemente sorprendidos con la perspectiva de operar bajo el mando de la OTAN. Sin una comunicación o coordinación previa con la OTAN, las fuerzas de mantenimiento de la paz rusas entraron en Kosovo desde Bosnia y tomaron el Aeropuerto Internacional de Pristina.
En 2010, el cantante James Blunt describió en una entrevista cómo se le había asignado a su unidad la tarea de asegurar Pristina antes de la fuerza de mantenimiento de la paz de 30 000 efectivos y el ejército ruso había entrado y tomado el control del aeropuerto antes de la llegada de su unidad. Como el primer oficial en la escena, Blunt compartió una parte en la difícil tarea de abordar el incidente internacional potencialmente violento. Su propio relato cuenta cómo se negó a seguir las órdenes del comando de la OTAN de atacar a los rusos.
Outpost Gunner fue establecido en un punto alto en el valle de Preševo por Echo Battery 1/161 Field Artillery en un intento de monitorear y ayudar con los esfuerzos de mantenimiento de la paz en el sector ruso. Operando bajo el apoyo de 2/3 Artillería de Campaña, 1.ª División Blindada, la Batería pudo desplegar y operar con éxito un radar Firefinder que permitió a las fuerzas de la OTAN vigilar de cerca las actividades en el Sector y el Valle Preševo. Finalmente, se llegó a un acuerdo mediante el cual las fuerzas rusas operaban como una unidad de la KFOR pero no bajo la estructura de mando de la OTAN.

## Fuerzas de la OTAN
Aunque no directamente relacionado con las hostilidades, el 12 de marzo de 1999, la República Checa, Hungría y Polonia se unieron a la OTAN depositando instrumentos de adhesión de conformidad con el Artículo 10 del Tratado del Atlántico Norte en una ceremonia en Independence, Misuri. Estas naciones no participaron directamente en las hostilidades.

### Aviación
Un gran elemento de la operación fueron las fuerzas aéreas de la OTAN, que dependían en gran medida de la Fuerza Aérea y la Marina de los Estados Unidos. La marina de guerra y la fuerza aérea francesas operaron el Super Etendard y el Mirage 2000. La fuerza aérea italiana operaba con 34 Tornado, 12 F-104, 12 AMX, 2 B-707, la marina de guerra italiana actuó con Harrier II. La Royal Air Force británica operaba los jets de ataque a tierra Harrier GR7 y Tornado, así como una serie de aviones de apoyo. Las Fuerzas aéreas belgas, danesas, holandesas, noruegas y turcas operaron F-16. La Fuerza Aérea Española desplegó EF-18 y KC-130. La Fuerza Aérea Canadiense desplegó un total de 18 CF-18, lo que les permitió ser responsables del 10% de todas las bombas arrojadas en la operación. Los combatientes estaban armados con municiones "tontas" guiadas y no guiadas, incluida la serie Paveway de bombas guiadas por láser. La campaña de bombardeos marcó la primera vez que la Fuerza Aérea Alemana, la Luftwaffe, participase activamente en operaciones de combate desde el final de la Segunda Guerra Mundial.
Sin embargo, las fuerzas de la OTAN se basaron principalmente en los estadounidenses y en la probada eficacia de su poder aéreo mediante el uso del F-16, F-15, F-117, F-14, F/A-18, EA-6B, B-52, KC-135, KC-10, AEW&C y JSTARS desde bases en toda Europa y desde portaaviones en la región. El bombardero sigiloso estadounidense B-2 Spirit también vio su primer papel de combate exitoso en la Operación Fuerza Aliada, todo mientras golpeaba desde su base de operaciones en los Estados Unidos continentales.
Incluso con este poder aéreo, señaló un estudio de RAND Corporation, "la OTAN nunca logró neutralizar completamente la amenaza SAM guiada por radar del enemigo".

### Espacial
La Operación Fuerza Aliada incorporó el primer uso a gran escala de satélites como método directo de orientación de armas. El bombardeo colectivo fue el primer uso de combate del JDAM, que utiliza una guía de inercia y una aleta de cola guiada por GPS para aumentar la precisión de las municiones de gravedad convencionales hasta en un 95%. Los kits de JDAM fueron equipados con B-2. El Arma de Unión Conjunta AGM-154 (JSOW) se había utilizado anteriormente en la Operación Southern Watch a principios de 1999.

### Naval
Las fuerzas navales de la OTAN operaron en el Mar Adriático. La Royal Navy envió una fuerza de trabajo sustancial que incluía el portaaviones HMS Invincible, que operaba aviones de combate Sea Harrier FA2. El RN también desplegó destructores y fragatas, y la Royal Fleet Auxiliary (RFA) proporcionó buques de apoyo, incluido el buque receptor de entrenamiento aeronáutico/principal de bajas RFA Argus. Era la primera vez que el RN usaba misiles de crucero en combate, operados desde el submarino de la flota nuclear HMS Splendid. La marina italiana proporcionó un grupo de trabajo naval que incluía el portaaviones Giuseppe Garibaldi, una fragata (Maestrale) y un submarino (clase Sauro). La Armada de los Estados Unidos proporcionó una fuerza de tarea naval que incluía el portaaviones USS Theodore Roosevelt, USS Vella Gulf y el buque anfibio de asalto USS Kearsarge. La Armada francesa proporcionó el portaaviones Foch y escoltas. La Armada alemana desplegó la fragata Rheinland-Pfalz y Oker, un barco de servicio de la flota de la clase Oste, en las operaciones navales. Los Países Bajos enviaron al submarino HNLMS Dolfijn para mantener los embargos comerciales en la costa de Yugoslavia.

### Ejército
Las fuerzas de tierra estadounidenses incluyeron un batallón del 505.º Regimiento de Infantería de Paracaidistas y de la 82.º División Aerotransportada. La unidad fue desplegada en marzo de 1999 en Albania para apoyar la campaña de bombardeo donde el batallón aseguró el aeródromo de Tirana, los sitios de reabastecimiento de combustible del helicóptero Apache, estableció una base avanzada para prepararse para ataques del Sistema de Lanzamiento Múltiple (MLRS) y operaciones terrestres ofensivas y desplegó un pequeño equipo con un sistema de radar AN/TPQ-36 Firefinder en la frontera de Albania/Kosovo, donde adquirió objetivos para los ataques aéreos de la OTAN. Inmediatamente después de la campaña de bombardeo, el batallón fue reacondicionado en el aeródromo de Tirana y emitió órdenes de ingresar a Kosovo como la fuerza de entrada inicial en apoyo de la Operación Joint Guardian. Task Force Hawk también fue desplegado.

### Intervención española
A finales de 1994 se instaló en la base Aviano el destacamento Ícaro, aportando 8 aviones F-18 y 2 KC-130H con apoyo del Escuadrón de Apoyo al Despliegue Aéreo (EADA) y el Grupo Móvil de Control Aéreo (GRUMOCA). El grupo participaría en numerosas operaciones aéreas en la antigua Yugoslavia, entre las que podemos destacar la Operación Deliberate Force por ser la primera acción bélica en Europa del Ejército del Aire desde la Segunda Guerra Mundial. Ahora le tocaba el turno a una nueva operación de combate: la Operación Allied Force. En ella España se encargó de estrenar el bombardeo sobre Belgrado integrándose en el primer "paquete de ataque" con 2 F-18 y un KC-130H del total de 29 aviones de combate y 8 cisternas que lo componían.
Al final de la operación, el Destacamento completó más de 1.100 horas de vuelo y se llevaron a cabo unas 300 salidas en misiones de ataque al suelo, defensa aérea y reabastecimiento en vuelo: el Grupo 12 (Torrejón) realizó unas 200 salidas de combate y los del Grupo 15 (Zaragoza), que se incorporaron a diez días del final, llevaron a cabo unas 35, a las que hay que sumar las de los aviones de reabastecimiento.

## Consecuencias

### Pérdidas civiles
Human Rights Watch concluyó que "al menos 489 y hasta 528 civiles yugoslavos fueron asesinados en los noventa incidentes separados en la Operación Fuerza Aliada". Los refugiados estaban entre las víctimas. Entre 278 y 317 de las muertes, casi el 60 por ciento del total, se encontraban en Kosovo. En Serbia, mataron a 201 civiles (cinco en Vojvodina) y ocho murieron en Montenegro. Casi dos tercios (303 a 352) del total de muertes civiles registradas ocurrieron en doce incidentes donde se confirmaron diez o más muertes civiles.
De acuerdo con un reclamo serbio, las tácticas de la OTAN a veces incluían ataques de segundo poste en áreas pobladas, con el objetivo de destruir equipos de rescate y médicos.

### Pérdidas militares
Las bajas militares en el lado de la OTAN fueron limitadas. Según informes oficiales, la alianza no sufrió muertes por operaciones de combate. Sin embargo, el 5 de mayo, un AH-64 Apache estadounidense se estrelló y explotó durante una misión nocturna en Albania. Los yugoslavos afirmaron que lo derribaron, pero la OTAN afirmó que se estrelló debido a un mal funcionamiento técnico. Se estrelló a 40 millas de Tirana, matando a los dos miembros de la tripulación, el jefe de oficiales del Ejército David Gibbs y Kevin Reichert. Fue uno de los dos helicópteros Apache perdidos en la guerra. Otros tres soldados estadounidenses fueron tomados como prisioneros de guerra por las fuerzas especiales yugoslavas mientras viajaban en un Humvee en una misión de vigilancia a lo largo de la frontera macedonia con Kosovo. Un estudio de la campaña informa que las defensas aéreas yugoslavas pueden haber disparado hasta 700 misiles contra aviones de la OTAN, y que las tripulaciones del bombardero B-1 contaron al menos 20 misiles tierra-aire disparados contra ellos durante sus primeras 50 misiones. A pesar de esto, solo dos aviones tripulados de la OTAN (un F-16C y un F-117A Nighthawk) fueron derribados. Otro F-117A Nighthawk fue dañado por fuego hostil como lo fueron dos A-10 Thunderbolt II. Un AV-8B Harrier se estrelló en el mar Adriático debido a una falla técnica. La OTAN también perdió 25 UAV, ya sea por acción del enemigo o por falla mecánica.
En 2013, el entonces ministro de Defensa de Serbia, Aleksandar Vučić, anunció que las pérdidas militares y policiales de Yugoslavia durante la campaña aérea ascendieron a 956 muertos y 52 desaparecidos. Vučić declaró que 631 soldados fueron asesinados y otros 28 desaparecieron, y que 325 policías también se encontraban entre los muertos, y otros 24 figuran como desaparecidos. El Gobierno de Serbia también enumera a 5 173 combatientes como heridos. A principios de junio de 1999, mientras el bombardeo aún estaba en curso, los oficiales de la OTAN afirmaron que 5 000 soldados yugoslavos habían muerto en el bombardeo y otros 10 000 estaban heridos. La OTAN más tarde revisó esta estimación a 1 200 soldados y policías asesinados.
A lo largo de la guerra se registraron 181 ataques de la OTAN contra tanques, 317 contra vehículos blindados de personal, 800 contra otros vehículos militares y 857 contra artillería y morteros, después de un total de 38 000 incursiones, o 200 incursiones por día al comienzo del conflicto y más de mil en el fin del conflicto. Cuando se trató de presuntos impactos, se creía que 93 tanques, 153 vehículos blindados, 339 vehículos y 389 sistemas de artillería habían sido desactivados o destruidos con certeza. El Departamento de Defensa y el jefe de Estado Mayor conjunto había proporcionado una cifra de 120 tanques, 220 vehículos blindados y 450 sistemas de artillería, y un artículo de Newsweek publicado alrededor de un año más tarde declaró que solo 14 tanques, 12 cañones automotores, 18 vehículos blindados, y 20 sistemas de artillería habían sido destruidos, no tan lejos de las propias estimaciones serbias de 13 tanques, seis APC y seis piezas de artillería. Sin embargo, este informe fue muy criticado, ya que se basó en el número de vehículos encontrados durante la evaluación del Equipo de Evaluación de la Efectividad de Municiones, que no estaba interesado en la efectividad de nada más que en la artillería, y encuestó a sitios que no habían sido visitado en casi tres meses, en un momento en que la huelga más reciente tenía cuatro semanas de antigüedad. La Fuerza Aérea Yugoslava también sufrió daños graves, con 121 aviones destruidos.
La Operación Fuerza Aliada infligió menos daño al ejército yugoslavo de lo que originalmente se pensó debido al uso de camuflaje. Se usaron otras técnicas de desviación para disfrazar objetivos militares. Fue solo en las últimas etapas de la campaña que los objetivos estratégicos, como puentes y edificios, fueron atacados de manera sistemática, causando una interrupción significativa y daños económicos. Esta etapa de la campaña dio lugar a incidentes controvertidos, sobre todo el bombardeo de la embajada de la República Popular de China en Belgrado, donde tres periodistas chinos murieron y veinte resultaron heridos, lo que la OTAN afirmó fue un error.
Familiares de soldados italianos creen que 50 de ellos han muerto desde la guerra debido a su exposición a armas de uranio empobrecido. Las pruebas del PNUMA no encontraron evidencia de daño por armas de uranio empobrecido, incluso entre los trabajadores de limpieza, pero esas pruebas y el informe del PNUMA fueron cuestionados en un artículo en Le Monde diplomatique.

### Pérdidas económicas
Los daños de la campaña de los bombardeos de la OTAN han sido de alrededor de 100.000  millones de dólares según el gobierno de Belgrado. La guerra de Kosovo causó en 1999 pérdidas por valor de unos 60.000 millones, cuyos habitantes han pasado a ser los más pobres de Europa, según un estudio del instituto británico Economic Intelligence Unit (EIU) realizado el mismo año de los bombardeos.
En 2000, un año después del final del bombardeo, el Grupo 17 publicó una encuesta sobre daños y restauración económica. El informe concluyó que el daño directo del bombardeo ascendió a 38.000 millones, sin incluir a Kosovo, de los cuales solo el 5% había sido reparado en ese momento.
En 2006, un grupo de economistas del partido G17 Plus estimó que las pérdidas económicas totales resultantes del bombardeo fueron de aproximadamente 29.600 millones de dólares. Esta cifra incluye el daño económico indirecto, la pérdida de capital humano y la pérdida del PIB.

### Resultado político
Cuando la OTAN acordó que Kosovo sería supervisado políticamente por las Naciones Unidas, y que no habría un referéndum de independencia durante tres años, el gobierno yugoslavo acordó retirar sus fuerzas de Kosovo, bajo una fuerte presión diplomática de Rusia, y el bombardeo fue suspendido en junio. 10. La guerra terminó el 11 de junio, y los paracaidistas rusos tomaron el aeropuerto de Slatina para convertirse en la primera fuerza de mantenimiento de la paz en la zona de guerra. Como las tropas británicas seguían concentradas en la frontera macedonia, y planeaban ingresar a Kosovo a las 5.00 AM, los serbios aclamaban a la llegada rusa como una prueba de que la guerra era una operación de la ONU, no una operación de la OTAN. Después de que cesaron las hostilidades, el 12 de junio el 82.º Regimiento de Infantería de Paracaidistas Aerotransportado del Ejército de los Estados Unidos entró en Kosovo destrozado por la guerra como parte de la Operación Guardián Conjunto.
El presidente yugoslavo Slobodan Milošević sobrevivió al conflicto y declaró que su resultado fue una gran victoria para Yugoslavia. Sin embargo, fue acusado de crímenes de guerra por el Tribunal Penal Internacional para la ex Yugoslavia junto con varias otras personalidades políticas y militares de alto rango yugoslavos. Su acusación condujo a Yugoslavia en su conjunto a ser tratado como un paria por gran parte de la comunidad internacional porque Milošević estaba sujeto a arresto si salía de Yugoslavia. La economía del país se vio gravemente afectada por el conflicto y, además del fraude electoral, este fue un factor en el derrocamiento de Milošević.
Miles de personas murieron durante el conflicto y cientos de miles más huyeron de la provincia a otras partes del país y a los países vecinos. La mayoría de los refugiados albaneses regresaron a su hogar en unas pocas semanas o meses. Sin embargo, gran parte de la población no albanesa huyó nuevamente a otras partes de Serbia o a enclaves protegidos dentro de Kosovo después de la operación. La actividad de la guerrilla albanesa se extendió a otras partes de Serbia y a la vecina República de Macedonia, pero disminuyó en 2001. Desde entonces, la población no albanesa ha disminuido después de nuevos brotes de conflicto y acoso intercomunales.
En diciembre de 2002, Isabel II aprobó la concesión de Batalla de honor de "Kosovo" a los escuadrones de la Royal Air Force que participaron en el conflicto. Estos fueron: Nos. 1, 7, 8, 9, 14, 23, 31, 51, 101 y 216 escuadrones. Esto también se extendió a los escuadrones canadienses desplegados en la operación, 425 y 441.
Diez años después de la operación, la República de Kosovo declaró la independencia con un nuevo gobierno de la República de Kosovo.

## Actitudes hacia la campaña

### A favor de la operación
Aquellos que estuvieron involucrados en los ataques aéreos de la OTAN se han mantenido firmes por la decisión de tomar tal acción. El Secretario de Defensa del presidente Bill Clinton, William Cohen, dijo: "Los atroces relatos de asesinatos en masa en Kosovo y las imágenes de refugiados que huyen de la opresión serbia por sus vidas dejan en claro que esta es una lucha por justicia por genocidio". En Face the Nation de CBS, Cohen afirmó: "Ahora hemos visto desaparecer a unos 100 000 hombres de edad militar... Es posible que hayan sido asesinados". Clinton, citando a la misma figura, habló de "al menos 100 000 (albanokosovares) desaparecidos". Más tarde, Clinton dijo sobre las elecciones yugoslavas, "van a tener que enfrentarse a lo que el Sr. Milošević ordenó en Kosovo... Tendrán que decidir si apoyan o no su liderazgo, si creen o no; está bien que todas esas decenas de miles de personas hayan sido asesinadas". En la misma conferencia de prensa, Clinton también afirmó que "la OTAN detuvo los esfuerzos deliberados y sistemáticos de limpieza étnica y genocidio". Clinton comparó los eventos de Kosovo con el Holocausto.
CNN informó: "Acusando a Serbia de 'limpieza étnica' en Kosovo similar al genocidio de judíos en la Segunda Guerra Mundial, un apasionado Clinton buscó el martes reunir apoyo público para su decisión de enviar fuerzas estadounidenses al combate contra Yugoslavia, una perspectiva que parecía cada vez más probablemente con el fracaso de un esfuerzo diplomático de paz". El Departamento de Estado del presidente Clinton también afirmó que las tropas serbias habían cometido genocidio. El New York Times informó que "la Administración dijo que la evidencia de 'genocidio' por parte de las fuerzas serbias estaba creciendo para incluir 'acciones abominables y criminales' a gran escala. El lenguaje fue el más fuerte hasta el momento del Departamento de Estado en denunciar al presidente yugoslavo Slobodan Milošević". El Departamento de Estado también dio la estimación más alta de albaneses muertos. En mayo de 1996, el Secretario de Defensa William Cohen sugirió que podría haber hasta 100 000 víctimas albanesas".
Cinco meses después de la conclusión del bombardeo de la OTAN, cuando alrededor de un tercio de las tumbas informadas habían sido visitadas hasta el momento, se habían encontrado 2 108 cuerpos, con un total estimado de entre 5 000 y 12 000 en ese momento; las fuerzas serbias habían ocultado sistemáticamente sitios de tumbas y cuerpos movidos.
La Cámara de Representantes de los Estados Unidos aprobó una resolución no vinculante el 11 de marzo de 1999 mediante un voto de 219-191 aprobando condicionalmente el plan del presidente Clinton para enviar 4 000 soldados a la misión de mantenimiento de la paz de la OTAN. A fines de abril, el Comité de Asignaciones de la Cámara de Representantes aprobó $13 mil millones en gastos de emergencia para cubrir el costo de la guerra aérea, pero una segunda resolución no vinculante que aprueba la misión fracasó en el Pleno con un voto de 213-213. El Senado aprobó la segunda resolución a fines de marzo por un voto de 58-41.

### En contra de la operación
También hubo críticas hacia la campaña. Joseph Farah acusó a la coalición de exagerar los números de bajas para hacer un reclamo de genocidio potencial para justificar los bombardeos. La administración Clinton fue acusada de inflar el número de albaneses de Kosovo asesinados por los serbios.
En una entrevista con el periodista de Radio-Televisión Serbia Danilo Mandic el 25 de abril de 2006, Noam Chomsky afirmó que Strobe Talbott, el subsecretario de Estado bajo el presidente Clinton y el principal negociador estadounidense durante la guerra, había escrito en su prólogo a Collision Course: NATO, Russia, and Kosovo de John Norris que "el verdadero propósito de la guerra no tiene nada que ver con la preocupación por los albaneses de Kosovo", sino más bien "fue porque Serbia no estaba llevando a cabo las reformas sociales y económicas requeridas, lo que significa fue el último rincón de Europa que no se había subordinado a los programas neoliberales dirigidos por Estados Unidos, por lo que tuvo que ser eliminado". El 31 de mayo de 2006, Brad DeLong refutó la afirmación de Chomsky y citó de otro lado en el pasaje que Chomsky había citado, "la crisis de Kosovo fue alimentada por la frustración con Milošević y el temor legítimo de que la inestabilidad y el conflicto se extendieran aún más en la región" y además, "solo una década de muerte, destrucción y una actitud arriesgada de Milošević empujaron a la OTAN a actuar cuando colapsaron las negociaciones de Rambouillet. La mayoría de los líderes de las principales potencias de la OTAN eran partidarios de la política de 'tercera vía' y presidían gobiernos socialmente progresistas y centristas. Ninguno de estos hombres eran particularmente belicistas, y Milošević no les permitió el respiro político para mirar más allá de sus abusos".
La Carta de las Naciones Unidas no permite intervenciones militares en otros países soberanos con pocas excepciones que, en general, deben ser decididas por el Consejo de Seguridad de las Naciones Unidas. La cuestión fue presentada ante el CSNU por Rusia en un proyecto de resolución que, entre otras cosas, afirmaría "que dicho uso unilateral de la fuerza constituye una violación flagrante de la Carta de las Naciones Unidas". China, Namibia y Rusia votaron a favor de la resolución, los otros miembros en contra, por lo que no se aprobó.
El ministro israelí de Asuntos Exteriores, Ariel Sharon, criticó el bombardeo de la OTAN a Yugoslavia como un acto de "intervencionismo brutal". Sharon dijo que tanto Serbia como Kosovo han sido víctimas de la violencia. Dijo que antes de la actual campaña yugoslava contra los albaneses de Kosovo, los serbios fueron blanco de ataques en la provincia de Kosovo. "Israel tiene una política clara. Estamos en contra de acciones agresivas. Estamos en contra de herir a personas inocentes. Espero que las partes regresen a la mesa de negociaciones lo antes posible". Durante la crisis, Elyakim Haetzni dijo que los serbios deberían ser los primeros en recibir ayuda israelí. "Son nuestros amigos tradicionales", dijo a Radio Israel. "David Landau sugirió que la posición pro-serbia de Israel puede haber sido el resultado de la historia de la población serbia de salvar judíos durante el Holocausto, cuyos recuerdos personales todavía estaban presentes entre muchos políticos israelíes más antiguos que servían en el gobierno como Tommy Lapid. Esos puntos de vista contrastaban marcadamente con gran parte del liderazgo del Comité Judío Estadounidense que publicó avisos a favor de la campaña de bombardeos de la OTAN, mientras los funcionarios del AJC evocaban comparaciones con el Holocausto. Posteriormente proporcionó asistencia médica a 112 refugiados albanokosovares y los alojó en Israel, tras haberlos transportado en avión durante el Día del Recuerdo del Holocausto, y el primer ministro Netanyahu afirmó: "los acontecimientos en los Balcanes, aunque horrorosos, no se pueden comparar con la tragedia del Holocausto en la Segunda Guerra Mundial, cuando seis millones de judíos fueron asesinados sistemáticamente por los nazis".
El 29 de abril de 1999, Yugoslavia presentó una denuncia ante la Corte Internacional de Justicia (CIJ) en La Haya contra diez países miembros de la OTAN (Bélgica, Alemania, Francia, Reino Unido, Italia, Canadá, los Países Bajos, Portugal, España y Estados Unidos) y alegó que la operación militar había violado el Artículo 9 de la Convención sobre el Genocidio de 1948 y que Yugoslavia tenía jurisdicción para demandar a través del Artículo 38, párr. 5 de las Reglas de la corte. El 2 de junio, el CIJ dictaminó en una votación de 8 a 4 que Yugoslavia no tenía tal jurisdicción. Cuatro de las diez naciones (Estados Unidos, Francia, Italia y Alemania) se habían retirado por completo de la "cláusula opcional" del tribunal. Como Yugoslavia presentó su demanda solo tres días después de aceptar los términos de la cláusula opcional de la corte, la CIJ dictaminó que no era jurisdicción para demandar ni a Gran Bretaña ni a España, ya que las dos naciones solo habían aceptado someterse a las demandas de ICJ si una parte demandante había presentado su demanda un año o más después de aceptar los términos de la cláusula opcional. A pesar de las objeciones de que Yugoslavia tenía jurisdicción legal para demandar a Bélgica, Holanda, Canadá y Portugal, el voto mayoritario del CIJ también determinó que el bombardeo de la OTAN fue una instancia de "intervención humanitaria" y por lo tanto no violaba el Artículo 9 de la Convención de Genocidio.
Amnistía Internacional publicó un informe en el que se afirmaba que las fuerzas de la OTAN habían atacado deliberadamente un objeto civil (bombardeos de la OTAN a la sede de la Radiotelevisión de Serbia) y habían bombardeado objetivos en los que los civiles seguramente serían asesinados. El informe fue rechazado por la OTAN como "sin base alguna e infundado". Una semana antes de que se publicara el informe, Carla del Ponte, la fiscal jefe del Tribunal Penal Internacional para la ex Yugoslavia, había dicho al Consejo de Seguridad de las Naciones Unidas que su investigación sobre las acciones de la OTAN no encontró ninguna base para acusar a la OTAN o sus líderes de crímenes de guerra.
La mayoría de los republicanos de la Cámara de Estados Unidos votaron en contra de dos resoluciones, que expresaron su aprobación para la participación estadounidense en la misión de la OTAN. Moscú criticó el bombardeo como una violación de la ley internacional y un desafío al estatus de Rusia.